# The Philadelphia Experiment (film 2012)
The Philadelphia Experiment è un film per la televisione canadese del 2012 diretto da Paul Ziller.

## Trama
Nel 1943 un progetto segreto del governo fallisce e un cacciatorpediniere della marina scompare per poi apparire 69 anni dopo, scatenando una serie di eventi che minacciano di distruggere il mondo.